# Köln Hauptbahnhof

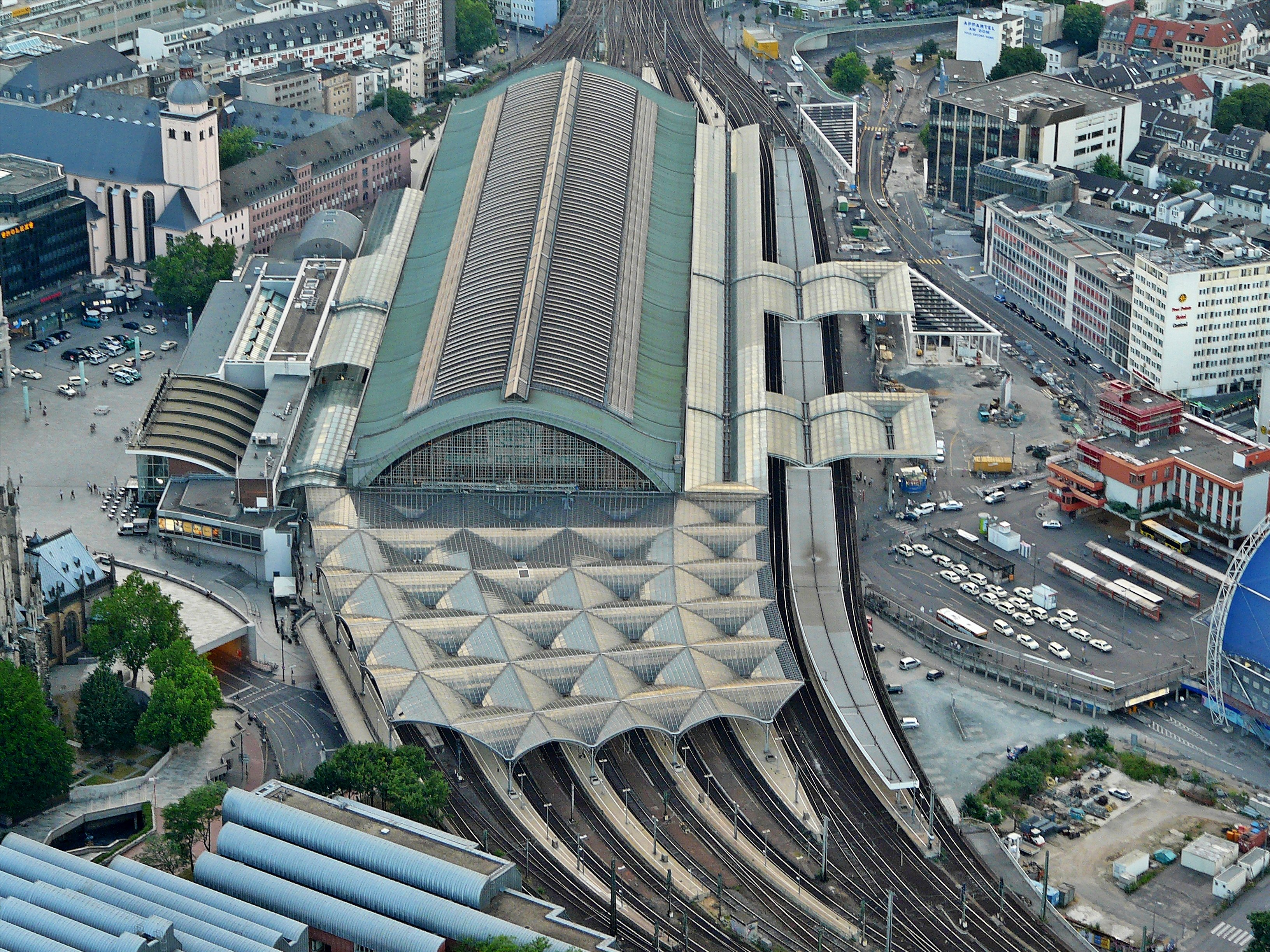
Stationen sedd från sydost

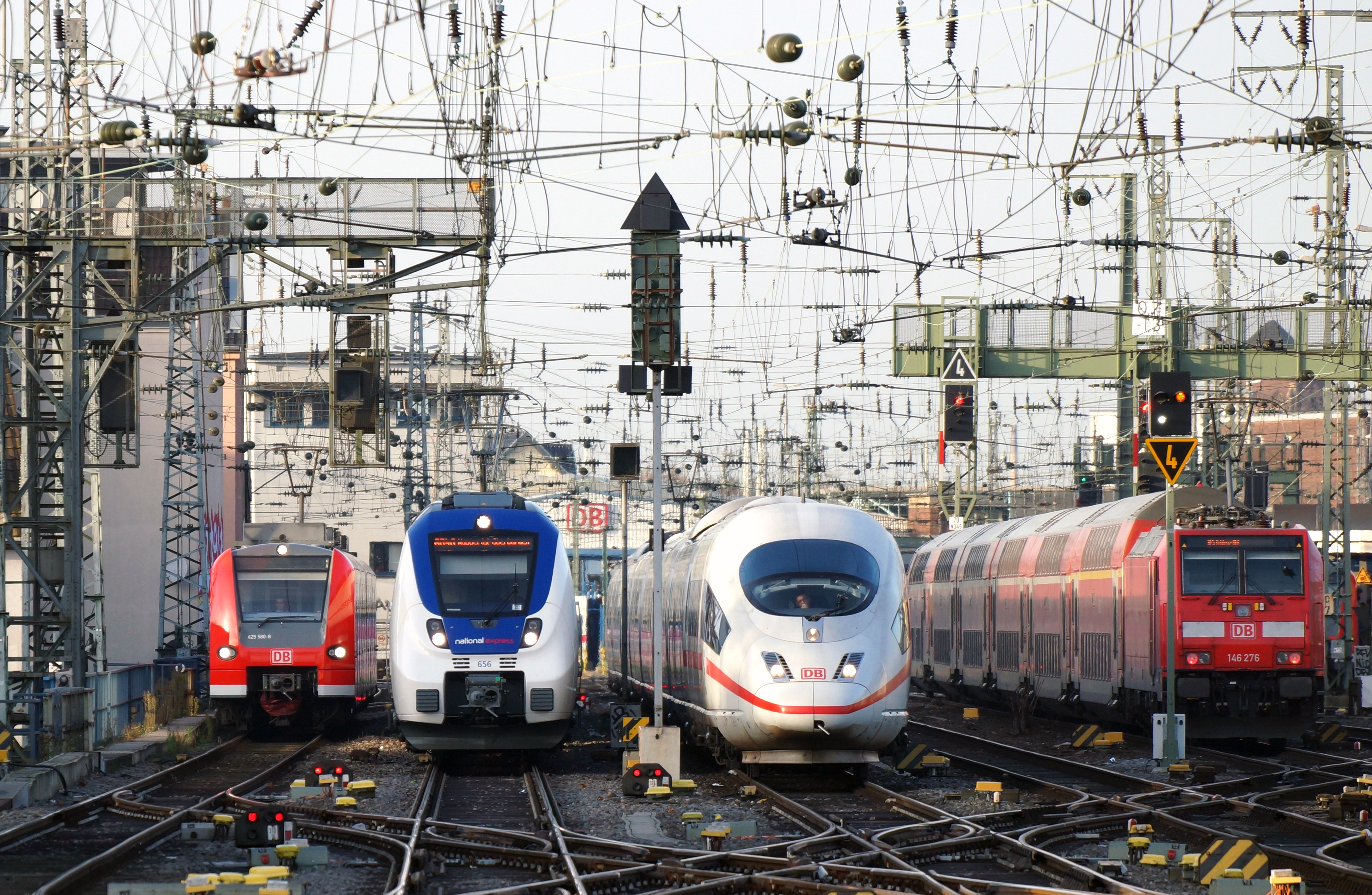
Tåg från olika trafikföretag på Köln Hauptbahnhof

Köln Hauptbahnhof är den största järnvägsstationen i Köln och ligger i stadens centrum vid Kölnerdomen. Den har dagligen omkring 280 000 resenärer. Mot sydost leder spåren i en snäv kurva in på Hohenzollernbrücke över Rhen till Deutz. 

## Historik
Omkring 1850 fanns det fem järnvägsstationer i Köln, vilka byggts av olika järnvägsföretag. Ett omstritt beslut om lokalisering av en järnvägs- och landsvägsbro över Rhen i Kölnerdomens omedelbara närhet togs 1854. År 1857 togs beslut om en ny centralstation, varefter uppförandet började samma år efter ritningar av Hermann Otto Pflaume. Den ursprungliga "Centralbahnhof"  invigdes tillsammans med Dombrücke 1859. Huvudbangården var i början en kombination av en station med genomgående spår och en säckstation.
Den ursprungliga "Centralbahnhof"  invigdes tillsammans med Dombrücke 1859. Huvudbangården var i början en kombination av en station med genomgående spår och en säckstation. Stationen uppnådde tidigt sitt kapacitetstak, och en nybyggnad planerades efter nationaliseringen av Preussens järnvägar på 1860-talet.
Därvid övervägdes två förslag: att bygga en helt ny station på ett öppet område norr om Venloer Strasse och behålla den ursprungliga stationen som en mindre station, eller att bygga en ny station på samma plats som den gamla, kompletterad med två mindre nya stationer. Kölns stadsråd beslöt 1883 att bygga om den befintliga. Bygget startade 1889, varvid spårbädden höjdes med sex meter. En ny stationsbyggnad uppfördes från 1892 efter ritningar av Georg Frentzen och blev klar 1894. Endast första- och andraklassväntsalarna vid Trankgasse och Johannisstrasse överlevde andra världskriget. 
Under många år efter andra världskriget fördes en debatt om centralstationen skulle återuppbyggas på samma plats eller inte. Den första nya byggnaden blev klar 1953, då en lång äldre byggnad på den västra sidan ersattes med en ny med bagagagehantering och hotell. År 1957 öppnades en ny stationshall på den norra sidan.

## Bildgalleri

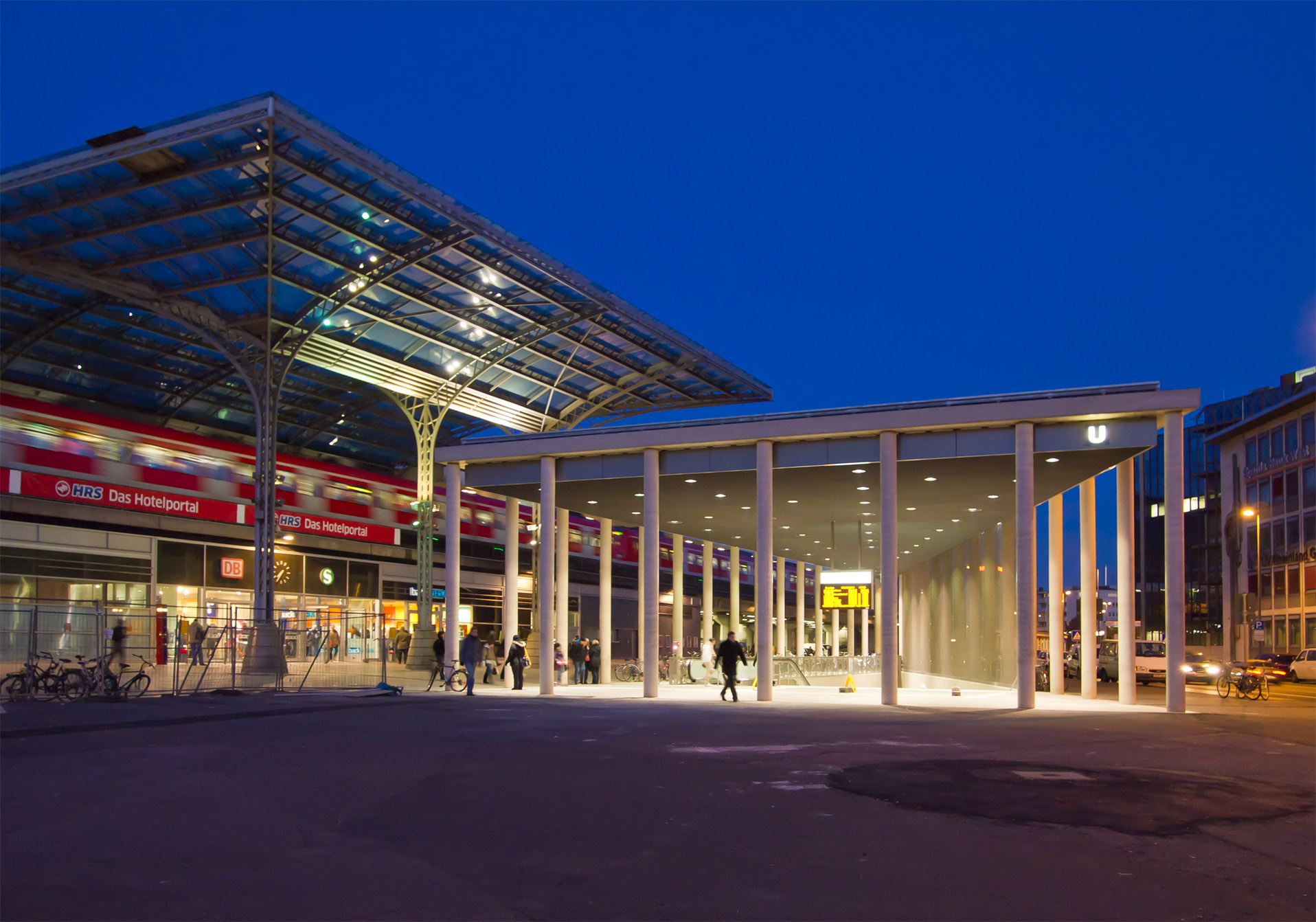
Ingång till den nya t-banestationen Breslauer Platz/Hauptbahnhof
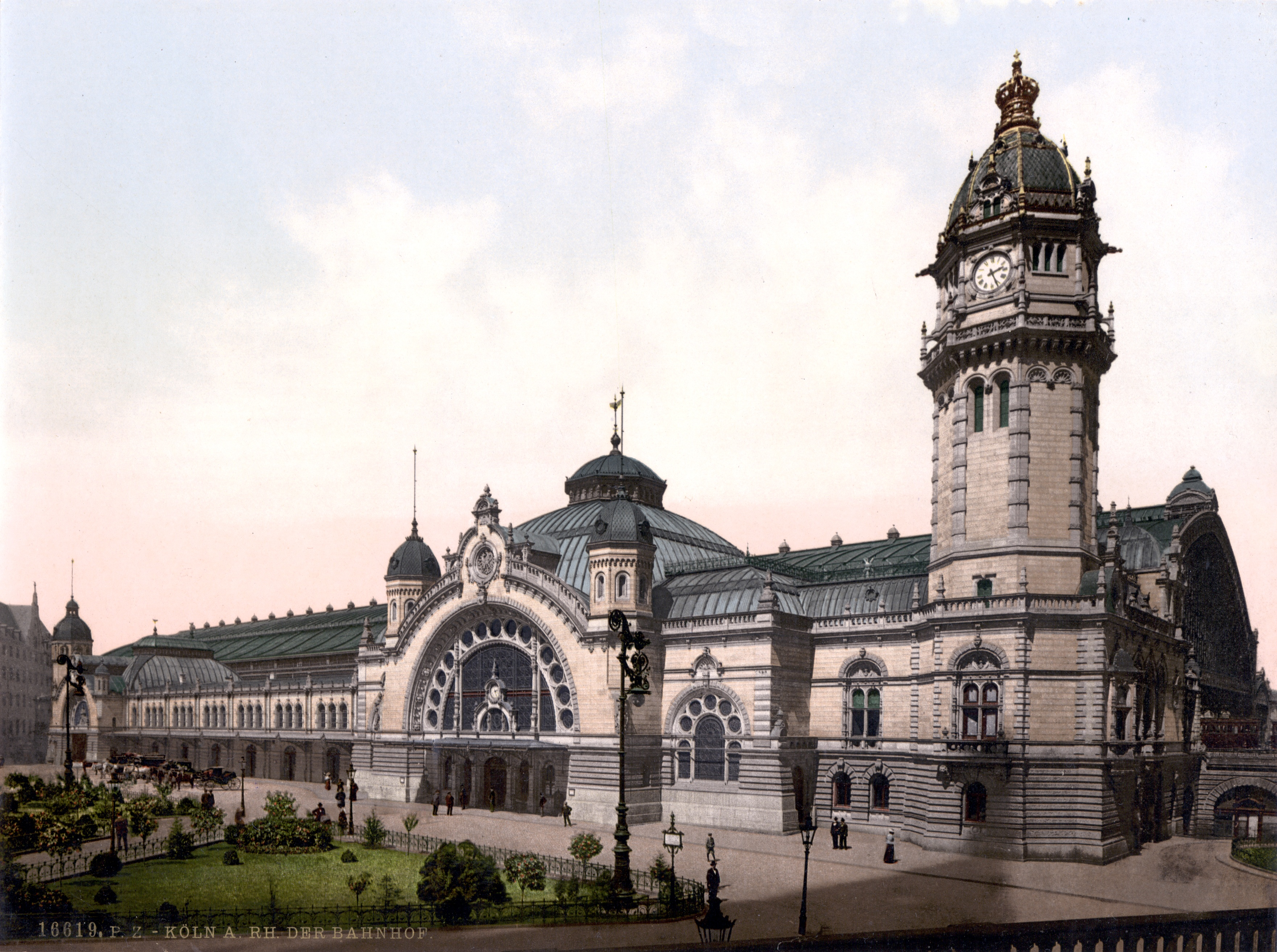
Hauptbahnhof 1900
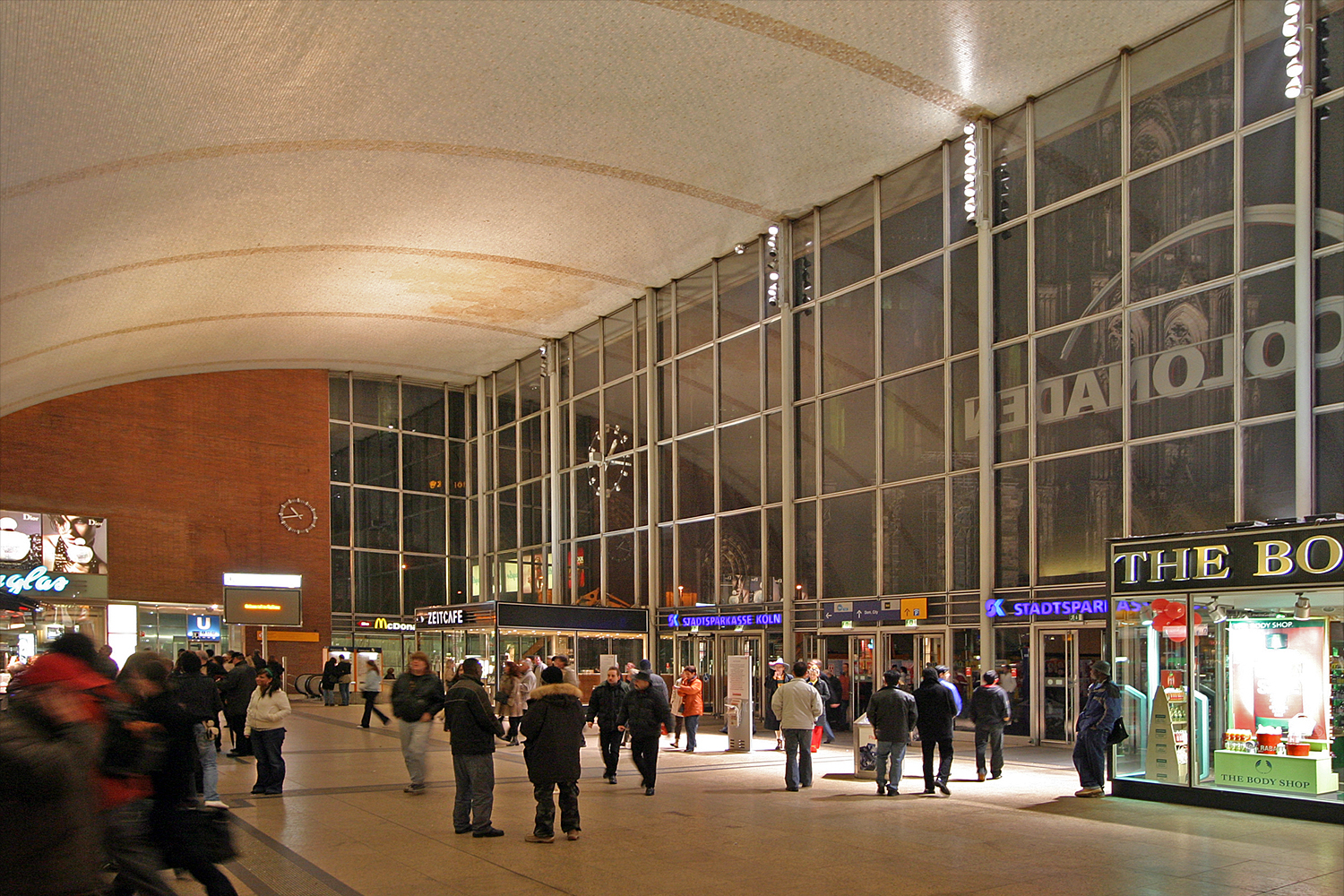
Stationshallen
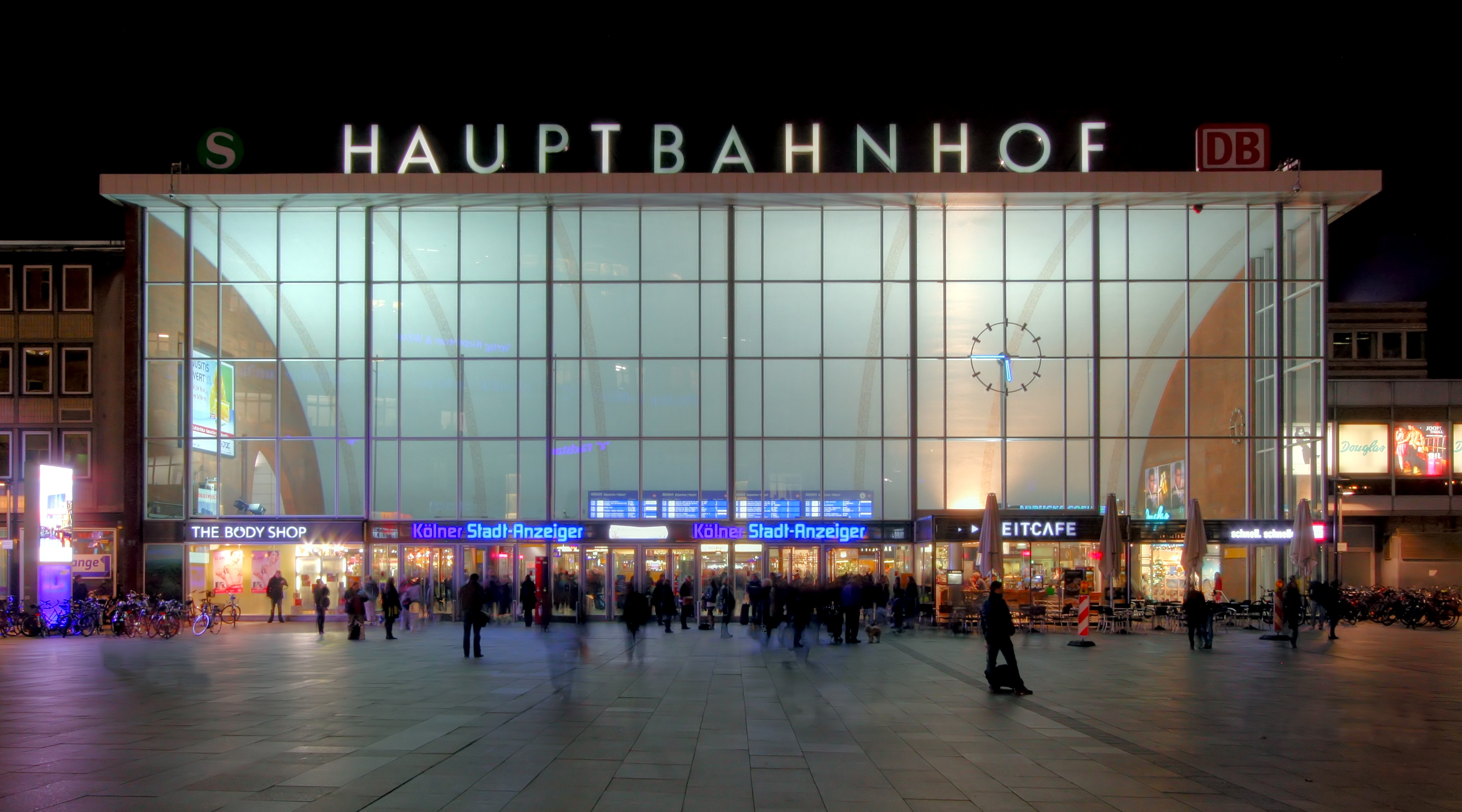
Platsen framför järnvägsstationen 2010